# Quimperia lanceolata
Quimperia lanceolata ist ein Spulwurm und einziger Vertreter der Gattung Quimperia. Er ist ein Parasit im Darm des Schwanzfleck-Buschfischs (Ctenopoma kingsleyae), einer in Afrika heimischen Art.

## Merkmale
Quimperia ist ein kleiner, sehr dünner Fadenwurm. Die sehr dünne Kutikula ist quer- und längsgestreift. Dicht hinter den Lippen beginnen Zervikalflügel, die bis zu den Deiriden reichen und dem Parasiten das namensgebende lanzettförmige Aussehen verleihen. Eine Mundhöhle fehlt. Die Mundöffnung wird von drei kleinen kugeligen Lippen umgeben, die an ihrem Rand zwei kleine konische Ausläufer tragen. Der Außenkranz besteht aus vier großen submedianen Papillen, zwei an der Oberlippe und je eine an den beiden seitlichen Unterlippen, wo jeweils auch eine Amphide sitzt. Der Ösophagus ist vollständig muskulös  und hat einen zylindrischen vorderen Teil, welcher im Bereich des Nervenrings in einen dickeren, stärker muskulösen Abschnitt übergeht, ohne aber einen echten Bulbus zu formen. Die Exkretionspore liegt in Höhe des Nervenrings. Die beiden Spicula der Männchen sind gleich und ohne Gubernaculum. Die Weibchen sind didelphisch, haben also einen paarigen inneren Geschlechtsapparat, und sind ovipar. Die Vulva liegt hinter der Körpermitte.
Männchen von Quimperia lanceolata sind im Mittel 9,75 mm und maximal 220 μm dick. Die Exkretionspore liegt 375 μm, der Nervenring 430 μm und die Deiriden 950 μm hinter dem Vorderende. Die Seitenflügel sind 850 μm lang und 35 μm breit. Der vordere Ösophagusabschnitt ist 450 μm lang und 50 μm dick, der hintere 650 μm lang und 120 μm dick. Der Schwanz ist bauchwärts gekrümmt und endet spitz. Die Kutikula ist zu Kaudalflügeln verbreitert. Der Genitalsaugnapf ist 125 μm groß, sein Zentrum liegt 500 bis 820 μm vor dem Schwanzende. Es gibt 10 Paare von Kaudalpapillen. Vier Paare liegen vor der Kloake, ein Paar vor dem Saugnapf, drei dahinter. Sechs Paare liegen hinter der Kloake. Die Spicula sind 245 bis 250 μm lang, leicht flügelartig verbreitert und zweilappig.
Das einzige zur Beschreibung verfügbare Weibchen ist 11 mm lang und 0,23 mm dick. Die Exkretionspore liegt 325 μm, der Nervenring 380 μm und die Deiriden 900 μm hinter dem Vorderende. Die Seitenflügel sind 880 μm lang und 35 μm breit. Der vordere Ösophagusabschnitt ist 400 μm lang und 50 μm dick, der hintere 725 μm lang und 140 μm dick. Der Schwanz endet in einer feinen Spitze und ist 280 μm lang. Die Vulva liegt 7,875 mm hinter dem Vorderende. Der Ovijektor ist kurz und stark muskulös, 210 μm lang, 65 μm im Durchmesser und zieht nach vorn. Von den beiden Uteri zieht einer nach vorn, einer nach hinten (opisthodelphisch). Die Eier sind rundlich und 65 × 55 μm groß.